# Dalewin
Dalewin, Dalwin — staropolskie imię męskie z regionu Pomorza, złożone z dwóch członów: Dale- („daleko”, może też „oddalać”) i -win, równoważnego znaczeniowo członowi „wuj”. Oznaczałoby więc „tego, kogo wuj jest daleko”, „tego, którego rodzina ze strony matki jest daleko”. Jest to pomorski wariant imienia Dalewuj, którego żeński odpowiednik został zanotowany w dokumentach średniowiecznych.
Niektóre możliwe staropolskie zdrobnienia: Dal, Dalo, Dalczyk, Dalec, Dalech, Dalej, Dalesta, Dalesz, Dalik, Dalko, Dalnik (niepewne), Daluj //Dałuj, Dalusz, Dałost. 
Dalewin, Dalwin imieniny obchodzi 4 października.
Żeński odpowiednik: Dalewuja, Daleuja
Zobacz też:
- Dalwin — wieś kociewska w Polsce położona w województwie pomorskim.